# Maerua kirkii
Maerua kirkii är en kaprisväxtart som först beskrevs av Daniel Oliver, och fick sitt nu gällande namn av Frank White. Maerua kirkii ingår i släktet Maerua och familjen kaprisväxter. Inga underarter finns listade i Catalogue of Life.